# Salopek Selo
Salopek Selo – wieś w Chorwacji, w żupanii karlowackiej, w mieście Ogulin. W 2011 roku liczyła 246 mieszkańców.